# Campe (Adelsgeschlecht, Poggenhagen)

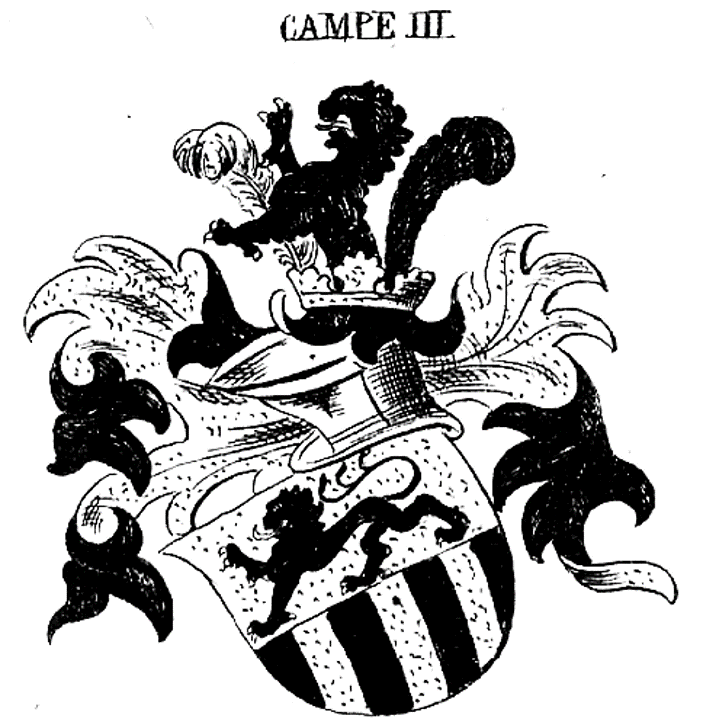
Wappen derer von Campe zu Poggenhagen

Die Herren von Campe (auch: Campen) waren ein westfälisch-niedersächsisches Adelsgeschlecht zu Poggenhagen in Neustadt am Rübenberge.
Die hier behandelte Familie ist von den namensgleichen, aber nichtverwandten und wappenverschiedenen Adelsgeschlechtern Campe (Emsland), Campe (Hildesheim) und Campe (Kirchberg) sowie dem braunschweigischen Adelsgeschlecht Campe zu unterscheiden.

## Geschichte
Das hier behandelte Geschlecht wird einerseits als westfälisches Uradelsgeschlecht, andererseits als „altes hannöverisches Adelsgeschlecht“ beschrieben.
Die Wurzeln der Familie liegen in einem bereits 1202 erscheinenden, edelfreien Geschlecht derer von Lo(he) (nobiles domini de Lo dicti a Campe). Die Familie besaß verschiedene Burgen zwischen Neustadt am Rübenberge und Wunstorf, u. a. auch Burg Bordenau, Burg Lüneburg und eine Burg zu Lockhausen. In Bordenau stiftete die Familie eine Kapelle. Burg Lüneburg und die Burg in Lockhausen sollen bereits im 13. Jahrhundert zerstört worden sein. Laut Überlieferung wurde Burg Lüneburg damals zerstört, weil ein Edelherr Arnold von Campe gegen seinen Landesherrn tätlich geworden sein soll. Später habe er die Gnade seines Herrn und auch seine Güter, bis auf Burg Lüneburg, wiedererlangt, habe jedoch den alten Familiennamen Lo ablegen müssen und sich nur noch a Campo nennen dürfen. Anstatt Burg Lüneburg wieder errichten zu dürfen, wurde ihm als neuer Wohnplatz ein sumpfiger Platz im Wald (Hagen) mit vielen Fröschen (Poggen) zugewiesen, das heutige Poggenhagen. Dort errichtete die Familie ihren neuen Stammsitz. Die Güter Bruch, Wersabe und Wurthfleth waren noch 1777 in Händen der Familie. Außerdem soll das Geschlecht das Erbschenkenamt im Kloster Wunstorf besessen haben.
Das Geschlecht erlosch mit dem Tod von Georg Philipp von Campen im Jahr 1786.
Das Erbbegräbnis des Geschlechts war in Bordenau. Einige Familienmitglieder wurden auch in Neustadt beigesetzt.

## Persönlichkeiten
- Johann von Campen, 1325 Domherr zu Minden
- Hermann von Campen, 1424 Domherr zu Minden[7]
- Anton von Campen († 1617), Domherr zu Minden[8]
- Christian Wilhelm von Campe (1668–1747) kurfürstlich braunschweigisch-lüneburgischer General en chef

## Wappen
Blasonierung: Der Schild geteilt von Gold und Schwarz. Oben ein schreitender, schwarzer Löwe, unten drei goldene Pfähle. Auf dem gekröntem Helm der Löwe wachsend zwischen einer goldenen und einer schwarzen Straußenfeder. Die Helmdecken sind schwarz-golden.
Abweichend beschreibt Max von Spießen die Tingierung der unteren Hälfte des Schilds mit „in W. drei r. Pfähle“, d. h. in Silber drei rote Pfähle. Entsprechend sind die Helmdecken bei ihm schwarz-golden und rot-silbern dargestellt. Die Helmzier war Spießen offenbar nicht bekannt.

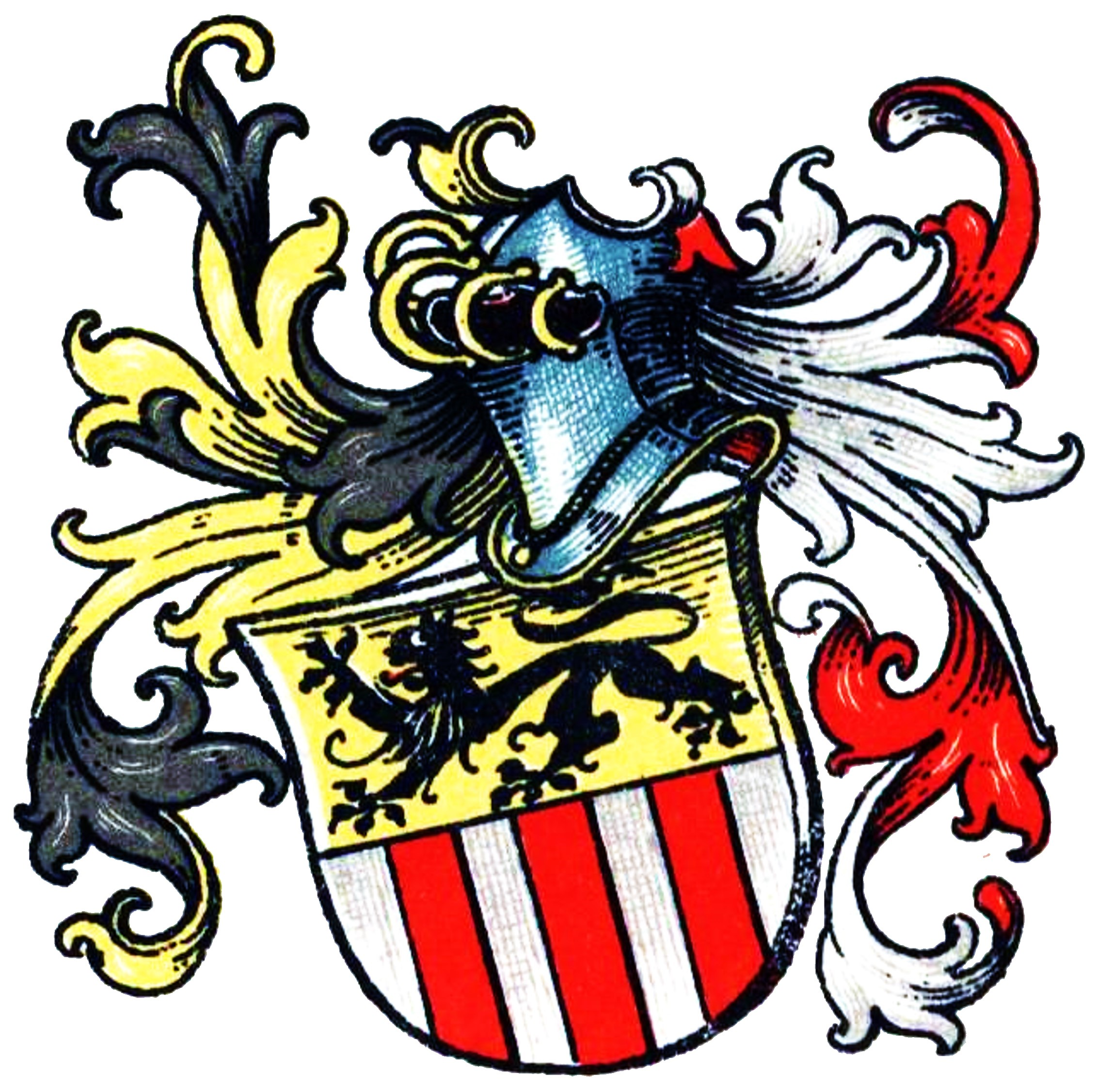
Wappen derer von Campen bei Spießen

Leopold von Ledebur, Anton Fahne und Ernst Heinrich Kneschke wiederum schreiben von drei roten Pfählen in Schwarz.